# 日本不思议铁路之旅
《日本不思议铁路之旅》（日语：／ Nippon Burarite Tsudō Tabi）是日本一档自2014年4月3日在NHK BS Premium播出的有关日本铁路题材的旅行节目。